# Dundalk Football Club 1980-1981
Questa voce raccoglie le informazioni riguardanti il Dundalk Football Club nelle competizioni ufficiali della stagione 1980-1981.

## Maglie e sponsor
La Eros Sportswear modifica il motivo delle proprie divise, che ora sono ornate da una riga rossa e nera sulle spalle. Viene inoltre introdotto lo sponsor National Aluminium sulla parte anteriore.
| Manica sinistra · Manica sinistra · Maglietta · Maglietta · Manica destra · Manica destra · Pantaloncini · Calzettoni |

## Rosa
| N. |                             | Ruolo | Calciatore       |
| -- | --------------------------- | ----- | ---------------- |
|    | Inghilterra (bandiera)      | P     | Richie Blackmore |
|    | Irlanda (bandiera)          | D     | Tommy McConville |
|    | Irlanda (bandiera)          | D     | Paddy Dunning    |
|    | Irlanda (bandiera)          | D     | Dermot Keely     |
|    | Irlanda (bandiera)          | D     | Martin Lawlor    |
|    | Irlanda del Nord (bandiera) | C     | Tony O'Doherty   |
|    | Irlanda (bandiera)          | C     | Vincent McKenna  |
|    | Irlanda (bandiera)          | C     | Jerome Clarke    |
|    | Irlanda (bandiera)          | C     | Leo Flanagan     |
|    | Irlanda (bandiera)          | C     | Barry Kehoe      |

| N. |                             | Ruolo | Calciatore      |
| -- | --------------------------- | ----- | --------------- |
|    | Irlanda (bandiera)          | C     | Sean Byrne      |
|    | Irlanda (bandiera)          | C     | Mick Fairclough |
|    | Irlanda (bandiera)          | C     | John Archbold   |
|    | Irlanda (bandiera)          | C     | Synan Braddish  |
|    | Irlanda del Nord (bandiera) | A     | Terry Harkin    |
|    | Irlanda (bandiera)          | A     | Brian Duff      |
|    | Irlanda (bandiera)          | A     | Cathal Muckian  |
|    | Irlanda (bandiera)          | A     | Mick Lawlor     |
|    | Irlanda (bandiera)          | A     | Willie Crawley  |
|    | Irlanda (bandiera)          | A     | Jerome Clarke   |

## Risultati

### A Division

#### Girone di andata
| Cork 7 settembre 1980 | Cork Utd | 1 – 1 | Dundalk | Turner's Cross |

| Dundalk 11 settembre 1980 | Dundalk | 5 – 2 | Drogheda Utd | Oriel Park |

| Dublino 21 settembre 1980 | Bohemians | 1 – 1 | Dundalk | Dalymount Park |

| Dundalk 28 settembre 1980 | Dundalk | 6 – 1 | Thurles Town | Oriel Park |

| Galway 5 ottobre 1980 | Galway Rovers | 1 – 1 | Dundalk | Terryland Park |

| Dundalk 12 ottobre 1980 | Dundalk | 2 – 1 | Shelbourne | Oriel Park |

| Ballybofey 19 ottobre 1980 | Finn Harps | 2 – 1 | Dundalk | Finn Park |

| Dundalk 26 ottobre 1980 | Dundalk | 3 – 1 | St Patrick's | Oriel Park |

| Waterford 2 novembre 1980 | Waterford | 1 – 2 | Dundalk | Kilcohan Park |

| Dublino 9 novembre 1980 | Shamrock Rovers | 1 – 2 | Dundalk | Glenmalure Park |

| Dundalk 16 novembre 1980 | Dundalk | 0 – 1 | Limerick Utd | Oriel Park |

| Athlone 23 novembre 1980 | Athlone Town | 2 – 1 | Dundalk | St Mel's Park |

| Dundalk 27 novembre 1980 | Dundalk | 3 – 2 | Home Farm | Oriel Park |

| Dublino 7 dicembre 1980 | UCD | 0 – 1 | Dundalk | UCD Dome |

| Dundalk 14 dicembre 1980 | Dundalk | 1 – 0 | Sligo Rovers | Oriel Park |

### Girone di ritorno
| Dundalk 21 dicembre 1980 | Dundalk | 3 – 0 | Cork Utd | Oriel Park |

| Drogheda 28 dicembre 1980 | Drogheda Utd | 1 – 1 | Dundalk | Lourdes Stadium |

| Dundalk 4 gennaio 1981 | Dundalk | 1 – 2 | Bohemians | Oriel Park |

| Thurles 11 gennaio 1981 | Thurles Town | 1 – 4 | Dundalk | Greyhound Stadium |

| Galway 18 gennaio 1981 | Galway Rovers | 1 – 3 | Dundalk | Terryland Park |

| Dublino 25 gennaio 1981 | Shelbourne | 0 – 2 | Dundalk | Tolka Park |

| Dundalk 1º febbraio 1981 | Dundalk | 2 – 0 | Finn Harps | Oriel Park |

| Dundalk 22 febbraio 1981 | Dundalk | 3 – 0 | Waterford | Oriel Park |

| Dundalk 1º marzo 1981 | Dundalk | 2 – 1 | Shamrock Rovers | Oriel Park |

| Limerick 15 marzo 1981 | Limerick Utd | 0 – 0 | Dundalk | Jackman Park |

| Dundalk 22 marzo 1981 | Dundalk | 0 – 3 | Athlone Town | Oriel Park |

| Dundalk 26 marzo 1981 | Dundalk | 3 – 0 | UCD | Oriel Park |

| Dublino 29 marzo 1981 | Home Farm | 0 – 4 | Dundalk | Tolka Park |

| Dublino 8 aprile 1981 | St Patrick's | 3 – 1 | Dundalk | Richmond Park |

| Sligo 12 aprile 1981 | Sligo Rovers | 0 – 3 | Dundalk | Showgrounds |

### League of Ireland Cup
| Dundalk 24 agosto 1980 | Dundalk | 2 – 0 | Home Farm | Oriel Park |

| Dublino 31 agosto 1980 | St Patrick's | 0 – 2 | Dundalk | Richmond Park |

| Drogheda 29 ottobre 1980 | Drogheda Utd | 0 – 5 | Dundalk | Lourdes Stadium |

| Galway 31 dicembre 1980 | Galway Rovers | 0 – 0 | Dundalk | Terryland Park |

| Dundalk 8 gennaio 1981                       | Dundalk              | 0 – 0 (d.t.s.) | Galway Rovers | Oriel Park |
| \| \| \| \| \| \| Tiri di rigore 3 – 2 \| \| |                      |                |               |            |
|                                              |                      |                |               |            |
|                                              | Tiri di rigore 3 – 2 |                |               |            |

### FAI Cup
| Dundalk 8 febbraio 1981 | Dundalk | 1 – 0 | Hammond Lane | Oriel Park |

| Dublino 18 febbraio 1981 | St Patrick's | 1 – 1 | Dundalk | Richmond Park |

| Dundalk 26 febbraio 1981 | Dundalk | 2 – 0 | St Patrick's | Oriel Park |

| Drogheda 8 marzo 1981 | Drogheda Utd | 0 – 0 | Dundalk | Lourdes Stadium |

| Dundalk 12 marzo 1981 | Dundalk | 1 – 0 | Drogheda Utd | Oriel Park |

| Dublino 5 aprile 1981 | Dundalk | 1 – 0 | Finn Harps | Glenmalure Park |

| Dublino 26 aprile 1981 | Dundalk | 2 – 0 | Sligo Rovers | Dalymount Park |

### Coppa UEFA
| Porto 17 settembre 1980 | Porto | 2 – 0 | Dundalk | Estádio do Dragão |

| Dundalk 1º ottobre 1980 | Dundalk | 0 – 0 | Porto | Oriel Park |

## Statistiche

### Statistiche di squadra
| Competizione    | Punti | Totale | Totale | Totale | Totale | Totale | Totale | DR  |
| Competizione    | Punti | G      | V      | N      | P      | Gf     | Gs     | DR  |
| --------------- | ----- | ------ | ------ | ------ | ------ | ------ | ------ | --- |
| A Division      | 45    | 30     | 20     | 5      | 5      | 63     | 28     | +35 |
| LOI Cup         | -     | 4      | 2      | 2      | 0      | 9      | 0      | +9  |
| Coppa d'Irlanda | -     | 7      | 5      | 2      | 0      | 8      | 1      | +7  |
| Coppa UEFA      | -     | 2      | 0      | 1      | 1      | 0      | 2      | -2  |
| Totale          | -     | 43     | 27     | 10     | 6      | 80     | 31     | +49 |